# Augustin Novak
Augustin Novak (kb. 1890 – ?) az Osztrák–Magyar Monarchia 5 hivatalos légi győzelmet arató pilótája volt az első világháborúban.

## Élete
Augustin Novak születésének és halálának ideje nem ismert. Feltehetően a csehországi Butovicében született (ma Prága része). Novak 1911-ben csatlakozott a hadsereghez és az első világháború kitörésekor a 7. lovas tüzérosztály 3. ágyújánál volt ütegparancsnok. Az orosz fronton harcolt, majd 1916 januárjában jelentkezett a Légjárócsapatokhoz. A pilótatanfolyamot július 13-án fejezte be, majd a román frontra került a Wedige von Froreich százados parancsnoksága alatti 30. repülőszázadhoz. A század költözésekor, 1916. augusztus 12-én balesetet szenvedett Lloyd C.III-as repülőgépével és hosszabb időre kórházba került. Felgyógyulása után a szintén román fronton elhelyezett 13. repülőszázadhoz vezényelték. 
1916. december 27-én az ónfalvi vasútállomásra dobott bombát, amikor egy ellenséges Farman megtámadta. Novaknak Brănești mellett sikerült lelőnie ellenfelét. Ugyanaznap délután ismét bombázási feladatra indult Ónfalva ellen, amikor két újabb román Farman támadott rájuk, de végül mindkettőt földre kényszerítették. Három nappal később Novakot áthelyezték az akkor felállított 39. repülőszázadhoz, amelynek 1917 márciusától a Csíkszereda melletti reptéren volt a bázisa. Június 21-én reggel felderítő küldetésre indult és Hansa-Brandenburg C.I típusú gépével a kománfalvi repülőtér fölött harcba keveredett egy nagyméretű, hárommotoros Farmannal, amelyet sikerült lelőnie. Augusztus 7-én Dormánfalva fölött két Nieuport vadász támadt Novak repülőgépére, amelyet csak teljesen összelőtt állapotban, kényszerleszállva sikerült földre tennie. Megfigyelőtisztje, Firtos Ferenc bele is halt sérüléseibe.
1917 szeptemberében a századot áthelyezték az olasz frontra. Novak részt vett a caporettói áttörésben (október 24-november 7), majd november 11-én Monte Grappa közelében lelőtt egy olasz SAML felderítőt, ezzel megszerezte ötödik légi győzelmét.
1918 januárjában áthelyezték a repülőpótkerethez és a háború további részében oktatóként szolgált. Későbbi sorsa nem ismert. 

## Kitüntetései
- Ezüst Vitézségi érem I. osztály (kétszer)
- Ezüst Vitézségi Érem II. osztály

## Győzelmei
| Dátum              | Egység           | Ellenfél | Repülőgép             |
| ------------------ | ---------------- | -------- | --------------------- |
| 1916. december 27. | 13. repülőszázad | Farman   | Hansa-Brandenburg C.I |
| 1916. december 27. | 13. repülőszázad | Farman   | Hansa-Brandenburg C.I |
| 1916. december 27. | 13. repülőszázad | Farman   | Hansa-Brandenburg C.I |
| 1917. június 21.   | 39. repülőszázad | Farman   | Hansa-Brandenburg C.I |
| 1917. november 11. | 39. repülőszázad | SAML     | Hansa-Brandenburg C.I |